# Oedosmylus sclerotus
Oedosmylus sclerotus is een insect uit de familie watergaasvliegen (Osmylidae), die tot de orde netvleugeligen (Neuroptera) behoort. 
Oedosmylus sclerotus is voor het eerst wetenschappelijk beschreven door New in 1990. De soort komt voor in Queensland (Australië).